# Highest Hopes
Highest Hopes: The Best of Nightwish är ett samlingsalbum med det finska power metal-bandet Nightwish som släpptes 2005. Det innehåller låtar från alla gruppens tidigare utgivna album samt en cover av Pink Floyds "High Hopes", inspelad live.

## Låtlista
1. "Wish I Had An Angel" - 4:04
2. "Stargazers" - 4:26
3. "The Kinslayer" - 4:01
4. "Ever Dream" - 4:44
5. "Elvenpath" - 4:38
6. "Bless The Child" - 6:12
7. "Nemo" - 4:35
8. "Sleeping Sun 2005 version" - 4:03
9. "Dead To The World" - 4:19
10. "Over The Hills And Far Away" - 5:00
11. "Deep Silent Complete" - 3:57
12. "Sacrament Of Wilderness" - 4:10
13. "Walking In The Air" - 5:27
14. "Wishmaster" - 4:23
15. "Dead Boy's Poem" - 6:48
16. "High Hopes (live)" - 7:20

## Singel
- Sleeping Sun 2005 version